# Elenchidae
Elenchidae es una familia de insectos en el orden Strepsiptera.
La familia Elenchidae incluye los siguientes géneros:
- Elenchus Curtis, 1831
- Colacina Westwood, 1877
- Deinelenchus Perkins, 1905
- Elencholax Kinzelbach, 1971
- †Protelencholax Kinzelbach, 1979